# Церковь Сердца Христова
Церковь Сердца Христова (нем. Herz-Jesu-Kirche) — католическая церковь, находящаяся в городе Грац, Австрия и являющаяся крупнейшей церковью этого города.

## История
Строительство церкви Сердца Христова было начато в 1881 году по проекту архитектора Георга Хауберриссера и закончено в 1887 году. Церковь построена в неоготическом стиле с большим, высоким центральным нефом. Высота башни составляет 109,6 метров, что делает эту церковью после собора святого Стефана в Вене и Нового собора в Линце третьей по высоте церковью в Австрии.
В церкви находятся витражи, являющиеся одними из немногих существующих в Австрии примеров витражного искусства неоготического стиля.
Алтарь церкви был реконструирован в 1988 году архитектором Густавом Трогером.